# جاك إلرود
جاك إلرود (بالإنجليزية: Jack Elrod)‏ هو فنان قصص مصورة أمريكي، ولد في 19 مارس 1924 في غينسفيل في الولايات المتحدة، وتوفي في 3 فبراير 2016 في أتلانتا في الولايات المتحدة.